# 窪田欣也
窪田 欣也（くぼた きんや、1948年 - ）は、愛媛県出身の元アマチュア野球選手、監督である。ポジションは外野手。

## 来歴・人物
松山商業高校では、2年生エース西本明和を擁し、1965年の夏の甲子園予選北四国大会決勝に進出。高松商業高校と対戦し、西本と小坂敏彦投手の投手戦となるが、1-2で惜敗し甲子園出場を逸する。
卒業後は亜細亜大学へ進学。東都大学野球リーグでは、主に左翼手を務め、1969年秋季リーグではベストナインに選ばれた。
大学卒業後は丸善石油に入社し、主将を務め、主に中堅手として活躍。1970年のドラフト会議で近鉄バファローズから4位指名されたが、入団を拒否。
引退後は丸善石油の監督を経て、1982年から1988年春季まで母校である松山商の監督を務め、甲子園に4度出場、1986年の第68回選手権大会では準優勝した。